# Słupia Konecka
Słupia Konecka (do 1954 gmina Pijanów; 1973–99 gmina Słupia, 1999-2017 gmina Słupia (Konecka)) – gmina wiejska w województwie świętokrzyskim, w powiecie koneckim. Siedziba gminy to Słupia.
W latach 1975–1976 i 1992–98 gmina położona była w województwie kieleckim. Do końca 2017 była to jedna z dwóch polskich gmin, której część nazwy znajdowała się w nawiasie – jedyną pozostała gmina Dobra (Szczecińska).
Według danych z 30 czerwca 2004 gminę zamieszkiwało 3641 osób.

## Historia
Gmina Słupia powstała 1 stycznia 1973 w województwie kieleckim w powiecie koneckim. W jej skład weszło 20 sołectw: Biały Ług, Budzisław, Czerwona Wola, Czerwona Wola-Kolonia, Hucisko, Lasocin, Mnin, Olszówka, Piaski, Pijanów, Pilczyca, Radwanów, Radwanów-Kolonia, Ruda Pilczycka, Rudniki, Rytlów, Skąpe, Słupia, Wólka i Zaostrów.
1 lipca 1976 roku gmina została zniesiona, a jej obszar połączono z dotychczasową gminą Łopuszno w nową gminę Łopuszno.
Gminę reaktywowano 1 stycznia 1992 z części gminy Łopuszno w nieco zmienionych granicach. W skład gminy weszły sołectwa Biały Ług, Budzisław, Czerwona Wola A, Czerwona Wola B, Hucisko, Mnin, Olszówka Pilczycka, Piaski, Pijanów, Pilczyca, Radwanów-Kolonia (z Radwanowem, zniesione sołectwo), Ruda Pilczycka, Rytlów, Skąpe, Słupia, Wólka i Zaostrów oraz nowe sołectwo Bania (dawniej w sołectwie Hucisko), które uprzednio należały do gminy Słupia. Do gminy Słupia nie powróciły tylko dwa sołectwa, Lasocin i Rudniki, które pozostały w gminie Łopuszno.
1 stycznia 2018 wyeliminowano nawias „(Konecka)” z nazwy gminy.

## Struktura powierzchni
Według danych z roku 2002 gmina Słupia Konecka ma obszar 105,66 km², w tym:
- użytki rolne: 60%
- użytki leśne: 34%

Gmina stanowi 9,27% powierzchni powiatu.

## Demografia

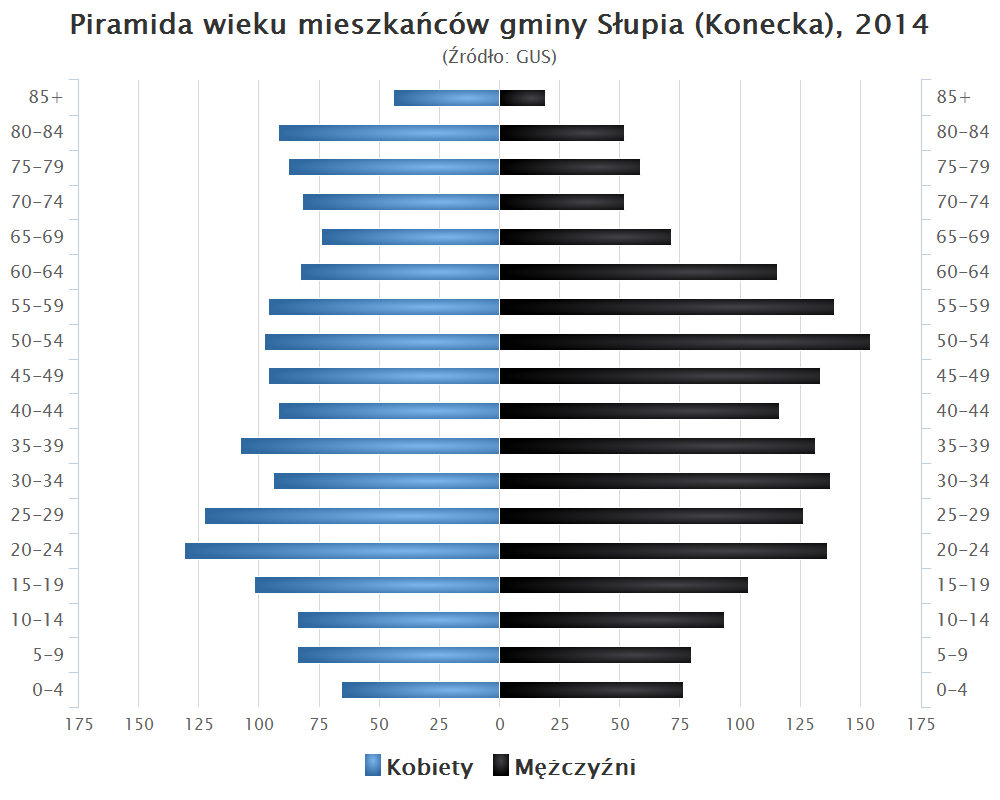
Piramida wieku mieszkańców gminy Słupia Konecka w 2014 roku

Dane z 30 czerwca 2004:
| Opis                              | Ogółem | Ogółem | Kobiety | Kobiety | Mężczyźni | Mężczyźni |
| --------------------------------- | ------ | ------ | ------- | ------- | --------- | --------- |
| Jednostka                         | osób   | %      | osób    | %       | osób      | %         |
| Populacja                         | 3641   | 100    | 1770    | 48,6    | 1871      | 51,4      |
| Gęstość zaludnienia [mieszk./km²] | 34,5   | 34,5   | 16,8    | 16,8    | 17,7      | 17,7      |

## Sołectwa
Biały Ług – Słomiana, Budzisław, Czerwona Wola, Czerwona Wola-Kolonia, Hucisko, Mnin, Olszówka Pilczycka, Piaski, Pijanów, Pilczyca, Radwanów, Radwanów-Kolonia, Ruda Pilczycka, Rytlów, Skąpe, Słupia, Wólka, Zaostrów.
Wsie bez statusu sołectwa to Bania i Szwedy.

## Sąsiednie gminy
Fałków, Krasocin, Łopuszno, Przedbórz, Radoszyce, Ruda Maleniecka